# Papireto
Il Papireto o torrente Danisinni è un fiume a carattere torrentizio che scorreva a Palermo. Dà il nome a un antico quartiere della città.

## Storia
Insieme al fiume Kemonia delimitava la prima Palermo punica, era il fiume d'Occidente. Il bacino del corso d'acqua consentiva il riparo e l'approdo delle imbarcazioni in prossimità della cattedrale, il porto corrispondente fu interrato nel 1591 su disposizione del viceré Diego Enriquez Guzman, conte di Albadalista.
A causa dell'utilizzo come fogna a cielo aperto le acque del fiume erano molto inquinate e di conseguenza rendevano l'aria poco salubre, per questo motivo in periodo borbonico presso le sue rive vi si costruiva esclusivamente edilizia povera e nello stesso periodo iniziarono le opere di interramento del corso d'acqua.
Una veduta parziale del primitivo letto e corso fluviale è visibile lungo la direttrice discesa dei Giovenchi - via Panneria, che conduce da via Maqueda a piazza Monte di Pietà, parallela al Cassaro a settentrione, annovera il Piano di Sant'Onofrio posto a metà del percorso, sul lato a nord prospetta la chiesa di Sant'Onofrio.
Attualmente scorre ancora sotto alcune strade cittadine ed è denominato canale Papireto; a differenza del Kemonia, il cui corso è stato deviato verso il fiume Oreto, il Papireto arriva autonomo fino al mare.